# Great Langdale

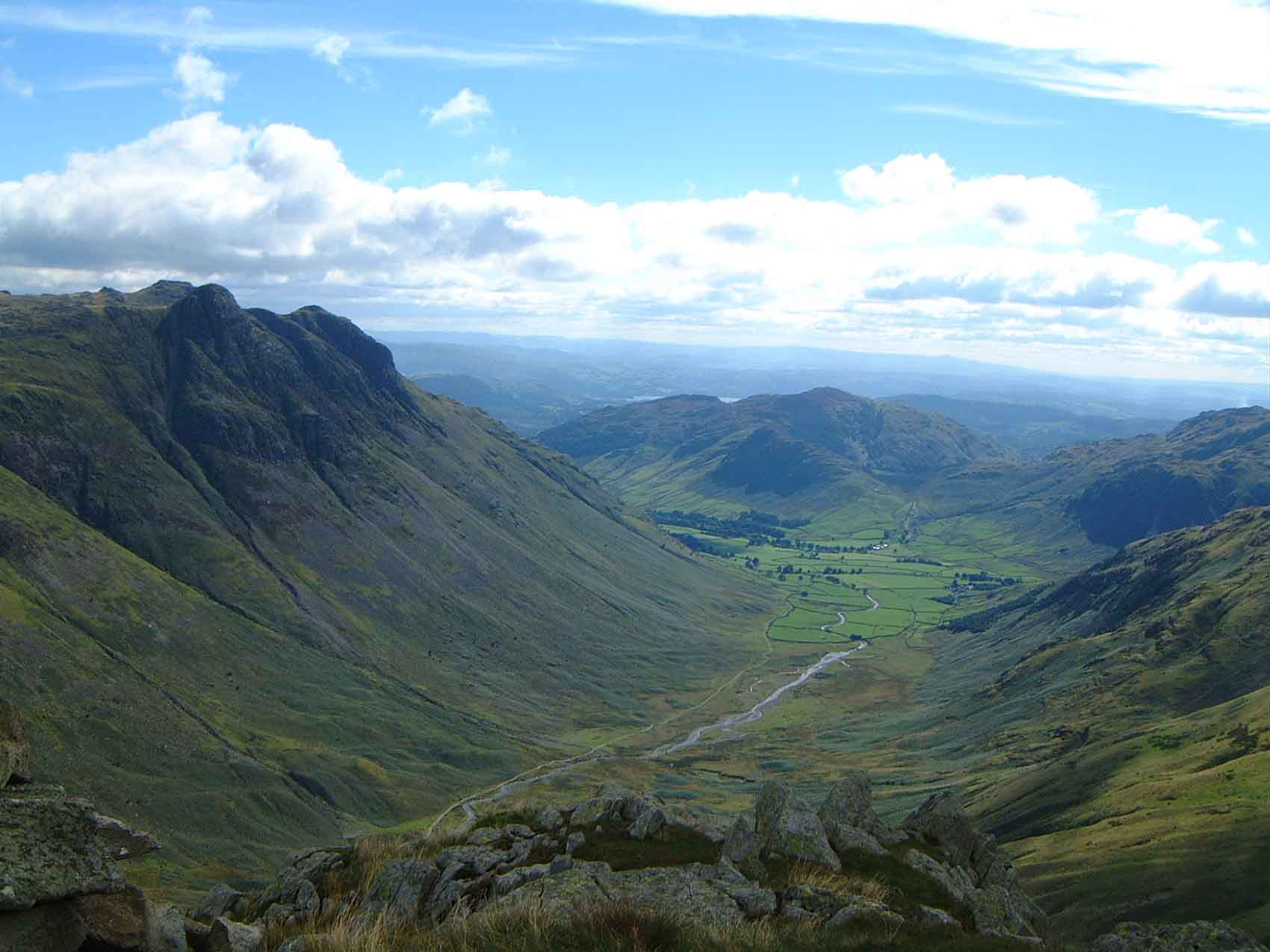
Great Langdale

Great Langdale ist ein Tal im Lake District, Cumbria, England. Das Tal erstreckt sich in westlicher Richtung vom Ort Elterwater und dem nahe gelegenen See Elter Water, in das der im Tal fließende Great Langdale Beck mündet.
Im Norden wird das Tal von den als Langdale Pikes bekannten Bergen des Pavey Ark, Harrison Stickle, Loft Crag, Pike of Stickle begrenzt. Zu einer der Hauptattraktionen des Lake District gehört der Dungeon Ghyll Force genannte Wasserfall im Lauf des Dungeon Ghyll an der Nordseite des Tals.
An seinem Westende teilt sich das Tal in den nördlichen Arm des Mickleden mit dem Mickleden Beck und den südlichen des Oxendale mit dem Oxendale Beck. Von Mickleden führt ein Weg zu den Pässen der Esk Hause und des Sty Head Pass. Der Stake Pass am nördlichen Ende des Mickleden Beck Tals verbindet Great Langdale mit Borrowdale. Das Great Langdale Tal diente über diese Pässe Schmugglern im 19. Jh. als Route um Alkohol von der steuerfreien Isle of Man ins Land zu bringen. Über die Esk Hause eröffnet sich auch ein Weg auf den höchsten Berg Englands Scafell Pike.
An seiner Südseite wird das Tal durch das Lingmoor Fell vom Little Langdale Tal getrennt.
Im Great Langdale wurde in der Steinzeit Material zur Anfertigung von Äxten gewonnen. Damit gehört das Tal zu den ältesten bewohnten Orten im Lake District. Das Alter der Felsbilder der Langdale Boulders wird auf 2500–5000 Jahre geschätzt.
Die Siedlung Chapel Stile am östlichen Ende des Tals ist eine Siedlung von Arbeitern des Schieferabbaus im Tal im 19. Jahrhundert.